# Olga Marta Sánchez Oviedo
Olga Marta Sánchez Oviedo là một chính trị gia người Costa Rica và là Bộ trưởng Bộ Kế hoạch hiện tại. Bà là Tổng thư ký của Đảng Hành động của Công dân (PAC cho tên viết tắt tiếng Tây Ban Nha).
Cô có bằng tiến sĩ kinh tế tại Đại học tự trị quốc gia Mexico và bằng thạc sĩ khoa học xã hội từ Facultad Latinoamericana de Ciencias Sociales (Đại học khoa học xã hội Mỹ Latinh). Ngoài ra, cô là một sinh viên đến từ Đại học Costa Rica.